# Alexandre Delettre
Alexandre Delettre, né le 25 octobre 1997 à Gonesse (Val-d'Oise), est un coureur cycliste français.

## Biographie

### Débuts et carrière amateur
Né en région parisienne, Alexandre Delettre commence le cyclisme à l'âge de sept ans lorsque ses parents lui offrent son premier vélo. Il prend sa première licence à l'ES Stains en Seine-Saint-Denis. À quatorze ans, il déménage avec sa famille à Vauvert (Gard), et s'inscrit au club provençal de Martigues. Titulaire d'un BTS de technicien en engins de travaux publics, il mène de front travail et compétitions durant sa carrière chez les amateurs,.
Chez les juniors, il est recruté par l'équipe M'Santé Cyclisme en 2014. L'année suivante, il se distingue en remportant une étape du Tour du Valromey, qu'il termine à la neuvième place. Il fait ensuite ses débuts espoirs en 2016 au Vélo Club La Pomme Marseille (DN3), alors réserve de l'équipe professionnelle Delko-Marseille Provence-KTM. 
En 2017, il obtient sa première victoire en première catégorie. L'année suivante, il s'impose à trois reprises. Il décide ensuite de rejoindre le VC Villefranche Beaujolais (DN1) en 2019, afin de disposer d'un calendrier de courses plus étoffé. Bon puncheur, il contribue à la victoire finale de son club dans la Coupe de France DN1 avec une victoire au Grand Prix de Cherves, et deux podiums. Il prend par ailleurs la septième place du championnat de France espoirs, sous les couleurs de son comité régional. À partir du mois d'août, il fait partie des trois coureurs sectionnés par Delko-Marseille Provence pour rejoindre l'équipe en tant que stagiaire. Dès sa première course, il se distingue en terminant quatrième de la Polynormande, manche de la Coupe de France professionnelle.

### Carrière professionnelle
Alexandre Delettre devient finalement coureur professionnel à partir de 2021 au sein de l'équipe Delko. Pour son premier jour de course au sein du peloton professionnel, il est échappé sur la première étape de l’Étoile de Bessèges. Le lendemain, il est de nouveau échappé afin de défendre son maillot de meilleur grimpeur. En août, il se classe troisième de la dernière étape de l'Arctic Race of Norway à l'issue d'une échappée, puis prend la sixième place de la Polynormande. Après la dissolution de l'équipe Delko en fin d'année 2021, il rejoint l'UCI World Tour la saison suivante au sein de l'équipe Cofidis. Cependant, au cours de ses deux années chez Cofidis, il n'obtient pas de succès notable. Il termine le Tour d'Italie 2023, son premier grand tour, à la 88e place.
Son contrat n'ayant pas été renouvelé, Delettre repasse au niveau continental en 2024 au sein de l'équipe St. Michel-Mavic-Auber 93. Avec celle-ci, il participe principalement aux courses françaises de l'UCI Europe Tour. Il décroche de nombreuses places dans le top 10 : deuxième des Boucles de l'Aulne, troisième de Paris-Camembert et de la Route Adélie de Vitré. Il est également sixième au classement général des Quatre Jours de Dunkerque. En juillet, il remporte la deuxième étape du Tour d'Alsace et prend la tête du classement général. Il perd néanmoins le maillot de leader dès le lendemain. En août, il termine 4e d'une étape du Tour du Limousin-Périgord-Nouvelle-Aquitaine et 17e du classement général. Son équipe prend ensuite la direction de la Chine, engagée sur le Tour de Hainan, auteur de deux tops 10, il conclut l'épreuve à la 8e position du classement général au terme des 5 étapes. Il conclut sa saison par un beau résultat sur Paris-Tours, 14e.
Le 20 septembre 2024, la structure ProTeam française TotalEnergies officialise l'arrivée de trois recrues : Valentin Retailleau, Florian Dauphin et Alexandre Delettre.
Il réalise un solide début de saison sous ses nouvelles couleurs, 5e pour son premier dossard de l'année sur la Classica Camp de Morvedre, 12e du GP La Marseillaise, 14e au classement général de l’Étoile de Bessèges-Tour du Gard. Il commence bien mars, 13e de la Drôme Classic avant de participer pour la première fois à Paris-Nice. Échappé lors des deux premières étapes, il prend et défend le maillot de meilleur grimpeur avant que Joao Almeida s'en empare lors de la 4e étape. En avril, il est seulement devancé par Kévin Vauquelin sur le classement général du Région Pays de la Loire Tour. Sa forme se confirme sur des courses prestigieuses, 15e de la Flèche Brabançonne puis 23e de l'Amstel Gold Race. En mai, il se distingue de nouveau sur un classement général, 7e des Quatre Jours de Dunkerque. Il échoue au pied du podium lors du championnat de France, 4e avant de prendre le départ de son premier Tour de France.

## Palmarès
| - 2015 - 3e étape du Tour du Valromey - 2017 - Prix Rino De Vido - 2018 - Grand Prix de la Région PACA - 2e épreuve des Boucles de la Haute-Vienne - 1re étape du Tour de la CABA - 3e du Grand Prix de Cabannes - 2019 - Champion d'Auvergne-Rhône-Alpes - Grand Prix de Cherves - 2e du Tour de l'Agglo de Bourg-en-Bresse - 2e du Grand Prix du Cru Fleurie - 3e de Bordeaux-Saintes - 3e du Grand Prix de Vougy - 3e du Grand Prix de Blangy-sur-Bresle | - 2020 - Challenge du Boischaut-Marche - Grand Prix du Cru Fleurie - Prix des Vins Nouveaux - 2e du Circuit des Deux Ponts - 3e d'Arbent-Bourg-Arbent - 2024 - 2e étape du Tour Alsace - 2e des Boucles de l'Aulne - 3e de Paris-Camembert - 3e de la Route Adélie de Vitré - 2025 - 2e du Région Pays de la Loire Tour |  |

## Résultats sur les grands tours

### Tour de France
1 participation
- 2025 : 55e

### Tour d'Italie
1 participation
- 2023 : 89e

## Classements mondiaux
| Année                                 | 2019  | 2020 | 2021 | 2022  | 2023 | 2024 |
| ------------------------------------- | ----- | ---- | ---- | ----- | ---- | ---- |
| Classement mondial                    | 1001e | nc   | 464e | 1057e | 735e | 155e |
| UCI Europe Tour                       | 718e  | nc   | 378e | 756e  | nc   | 126e |
|                                       |       |      |      |       |      |      |
| Légende : nc = non classéSource : UCI |       |      |      |       |      |      |